# Darrin Hancock
Darrin Hancock, (nacido el 3 de noviembre de 1971 en Birmingham, Alabama) es un exjugador de baloncesto estadounidense. Con 2.01 de estatura, su puesto natural en la cancha era el de escolta. 

## Trayectoria

### Universidad
Universidad de Kansas (1992-1993)

### Profesional
[actualizar]

## Estadísticas de su carrera en la NBA

### Temporada regular
| Año     | Equipo      | PJ  | PT | MPP  | %TC  | %3P  | %TL   | RPP | APP | ROB | TPP | PPP |
| ------- | ----------- | --- | -- | ---- | ---- | ---- | ----- | --- | --- | --- | --- | --- |
| 1994–95 | Charlotte   | 46  | 7  | 9.2  | .562 | .333 | .410  | 1.2 | 0.7 | 0.4 | 0.1 | 3.3 |
| 1995–96 | Charlotte   | 63  | 7  | 13.3 | .523 | .333 | .644  | 1.6 | 0.7 | 0.4 | 0.1 | 4.3 |
| 1996–97 | Milwaukee   | 9   | 0  | 4.3  | .333 | .000 | .000  | 0.6 | 0.4 | 0.2 | 0.0 | 0.4 |
| 1996–97 | Atlanta     | 14  | 0  | 6.1  | .481 | .000 | .667  | 0.9 | 0.5 | 0.5 | 0.1 | 2.4 |
| 1996–97 | San Antonio | 1   | 0  | 8.0  | .500 | .000 | 1.000 | 0.0 | 1.0 | 0.0 | 0.0 | 4.0 |
| Total   | Total       | 133 | 14 | 10.5 | .530 | .333 | .579  | 1.3 | 0.7 | 0.4 | 0.1 | 3.5 |

### Playoffs
| Año     | Equipo    | PJ | PT | MPP | %TC  | %3P  | %TL  | RPP | APP | ROB | TPP | PPP |
| ------- | --------- | -- | -- | --- | ---- | ---- | ---- | --- | --- | --- | --- | --- |
| 1994–95 | Charlotte | 3  | 0  | 6.0 | .333 | .000 | .000 | 1.3 | 0.3 | 0.3 | 0.0 | 1.3 |
| 1996–97 | Atlanta   | 6  | 0  | 5.5 | .400 | .000 | .000 | 0.8 | 0.2 | 0.2 | 0.2 | 0.7 |
| Total   | Total     | 9  | 0  | 5.7 | .364 | .000 | .000 | 1.0 | 0.2 | 0.2 | 0.1 | 0.9 |